# Sipagabu (Pakkat)
Sipagabu is een bestuurslaag in het regentschap Humbang Hasundutan van de provincie Noord-Sumatra, Indonesië. Sipagabu telt 592 inwoners (volkstelling 2010).